# Brachygluta luniger
Brachygluta luniger är en skalbaggsart som först beskrevs av Leconte 1849.  Brachygluta luniger ingår i släktet Brachygluta och familjen kortvingar. Inga underarter finns listade i Catalogue of Life.